# 華大盛品酒店

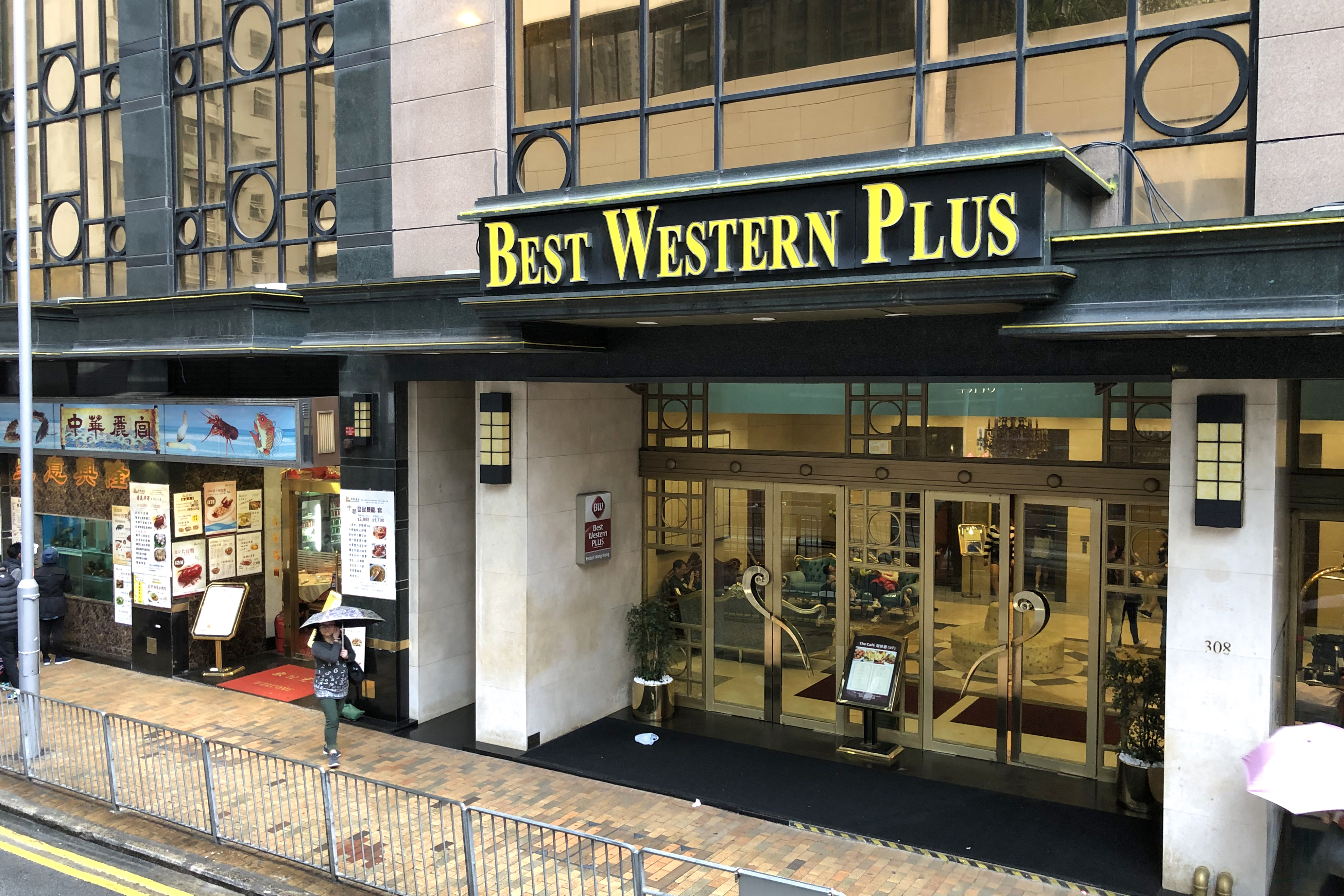
正門（2019年3月）

華大盛品酒店（英語：Best Western Plus Hotel Hong Kong），前稱香港華美達酒店（英語：Ramada Hong Kong Hotel），為香港的一間四星級酒店，位於香港島西營盤德輔道西和水街交界。
酒店的原本用途為商業大廈。但因建成後遇上地產低潮，所以一直被丟空。在多年後終於標售，改為酒店用途。在進行過內部裝修之後，酒店於2005年3月開幕，命名為香港華美達酒店，由華美達國際酒店集團管理。2015年9月1日起，酒店更名為華大盛品酒店，並交由美國貝斯特韋斯特酒店集團管理，是以其高級品牌 PLUS 在香港營運之首間酒店。
酒店共提供307間豪華客房，包括185間寬敞舒適的客房，以及122間豪華套房。

## 鄰近
- 酒店的附近還有比它開業晚三年的香港萬怡酒店。
- 港島太平洋酒店
- 華麗海景酒店
- 華麗都會酒店

## 酒店設施
- 健身室
- 商務中心
- 會議及宴會設施
- 傷健人士設施
- 餐廳

## 餐廳
- 中華麗宮 (中菜,不屬於酒店)
- 音韻廊（飲料）
- 咖啡廳（中西佳餚）

## 交通
港鐵

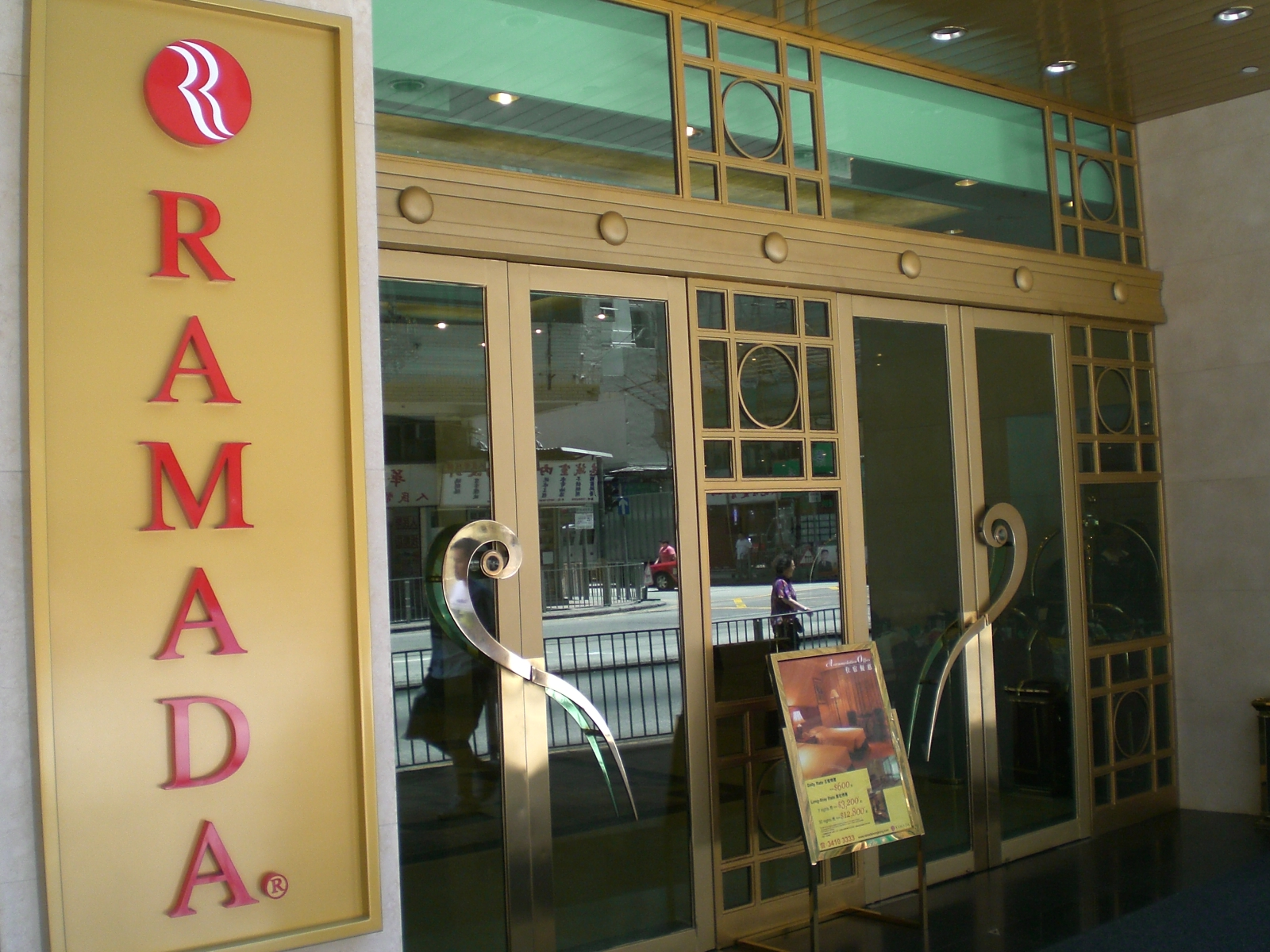
前香港華美達酒店正門

- █  港島綫：西營盤站B3出口、香港大學站B1出口

電車
巴士
小巴

## 參看
- 香港酒店列表
- 華麗海景酒店
- 華麗都會酒店
- 華麗酒店
- 華麗精品酒店
- 美國貝斯特韋斯特酒店集團
- 九龍華美達酒店
- 華美達國際酒店集團

## 外部連結
- 華大盛品酒店 （页面存档备份，存于）